# Alluaudiopsis marnieriana
Alluaudiopsis marnieriana är en tvåhjärtbladig växtart som beskrevs av Werner Rauh. Alluaudiopsis marnieriana ingår i släktet Alluaudiopsis och familjen Didiereaceae. Inga underarter finns listade i Catalogue of Life.